# Рубиано, Хулио
Хулио Альберто Рубиано Пачон (исп. Julio Alberto Rubiano Pachón; 17 августа 1953, Nemocón, Кундинамарка — 8 января 2019, Богота) — колумбийский шоссейный велогонщик, выступавший в 1974—1985 годах. Победитель и призёр панамериканских чемпионатов, победитель «Вуэльты Колумбии» и «Вуэльты Чили», чемпион Колумбии в групповой гонке, участник летних Олимпийских игр в Монреале и супермногодневки «Тур де Франс».

## Биография
Хулио Рубиано родился 19 августа 1953 года в городе Немокон, Колумбия.
Первого серьёзного успеха в велоспорте добился в сезоне 1974 года, когда вошёл в состав колумбийской национальной сборной и выступил на домашнем панамериканском чемпионате в Кали, где стал серебряным призёром в командной гонке с раздельным стартом и чемпионом в командной гонке преследования. Помимо этого, занял первое место в генеральной классификации молодёжной «Вуэльты Колумбии» и выиграл здесь один из этапов. Также занял третье место в общем зачёте «Вуэльты Кундинамарки».
В 1975 году был лучшим на «Вуэльте Кундинамарки», выиграв четыре отдельных этапа, занял четвёртое место на «Вуэльте Колумбии».
Благодаря череде удачных выступлений удостоился права защищать честь страны на летних Олимпийских играх в Монреале — в командной гонке на время вместе с Кристобалем Пересом, Альваро Пачоном и Луисом Манрике с результатом 2:24:55 расположился в итоговом протоколе соревнований на 23 позиции.
В 1978 году был вторым в генеральной классификации гонки Clásico RCN.
В 1979 году одержал победу в групповой гонке на чемпионате Колумбии среди любителей, стал вторым на «Вуэльте Колумбии».
В 1980 году отметился выступлением на «Тур де л’Авенир», где привёл к победе своего соотечественника Альфонсо Флореса, который прервал победную серию советского велогонщика Сергея Сухорученкова и стал первым латиноамериканцем, сумевшим выиграть эти соревнования.
В 1981 году был вторым на «Вуэльте Колумбии» и Clásico RCN.
В 1982 году одержал победу в генеральной классификации на «Вуэльте Чили».
В 1983 году в первый и единственный раз в карьере принял участие в супермногодневке «Тур де Франс», но сошёл с дистанции в ходе 11 этапа.
На панамериканском чемпионате 1984 года в Медельине стал бронзовым призёром.
Завершил карьеру велогонщика по окончании сезона 1985 года. Впоследствии работал в коммунальной службе, занимался установкой столбов линий электропередачи.
Умер от сердечного приступа 8 января 2019 года в Боготе в возрасте 65 лет.